# Bussi sul Tirino
Bussi sul Tirino é uma comuna italiana da região dos Abruzos, província de Pescara, com cerca de 2.977 habitantes. Estende-se por uma área de 26 km², tendo uma densidade populacional de 115 hab/km². Faz fronteira com Capestrano (AQ), Castiglione a Casauria, Collepietro (AQ), Corvara, Navelli (AQ), Pescosansonesco, Popoli, Tocco da Casauria.

## Demografia
| Variação demográfica do município entre 1861 e 2011                               |
|                                                                                   |
| Fonte: Istituto Nazionale di Statistica (ISTAT) - Elaboração gráfica da Wikipedia |